# Thomas FitzAlan
Thomas FitzAlan KG (ur. 13 października 1381, zm. 13 października 1415 w Arundel) – angielski arystokrata, syn Richarda FitzAlana, 11. hrabiego Arundel, i Elizabeth de Bohun, córki 1. hrabiego Northampton.
Kiedy Thomas miał 16 lat jego ojciec został ścięty na rozkaz króla Ryszarda II. Dobra i tytuły FitzAlanów zostały skonfiskowane i w większej części przekazane przyrodniemu bratu króla, księciu Exeter. Książę otrzymał też pieczę nad młodym Thomasem. Nie był to szczęśliwy okres w życiu FitzAlana, gdyż opiekun znęcał się nad młodym arystokratą. W końcu Thomasowi udało się uciec i dotrzeć do przebywającego na wygnaniu stryja, Thomasa Arundela, byłego arcybiskupa Canterbury. Razem przyłączyli się do głównego oponenta Ryszarda, księcia Lancaster.
W lipcu 1399 r. towarzyszył Lancasterowi w jego inwazji na Anglię i brał udział w wydarzeniach, które doprowadziły do usunięcia z tronu Ryszarda II i koronacja Lancastera jako króla Henryka IV. Podczas koronacji Henryka IV pełnił funkcję cześnika. Niedługo później nowy król przywrócił Thomasowi skonfiskowane w 1397 r. dobra i tytuły.
Rok później doszło do buntu grupy baronów związanych z królem Ryszardem II. Wśród nich znalazł się dawny opiekun nowego hrabiego Arundel, książę Exeter. Rebelia została szybko stłumiona. Exeter znalazł się w rękach stryjny Arundela, Joan, hrabiny Hereford. Na rozkaz Arundela został on ścięty. W latach 1401–1405 Arundel prowadził działania wojenne na pograniczu walijskich przeciwko buntownikom pod wodzą Owena Glendowera. W 1405 r. stał na czele królewskich komisarzy, którzy wydali wyrok śmierci na arcybiskupa Yorku Richarda le Scrope'a za jego niedawny bunt. Egzekucja duchownego wywołała konflikt między Arundelem a jego stryjem, arcybiskupem Thomasem, który sprzeciwiał się ścięciu prałata.
Kiedy siostra Henryka IV, Filipa Lancaster, poślubiła króla Portugalii Jana Dobrego, dla umocnienia angielsko-portugalskiego sojuszu doszło do małżeństwa Arundela z Beatriz (ok. 1386 – 25 października 1447), nieślubną córką Jana Dobrego i Inês Pires, córki przechrzczonego Żyda. Ślub odbył się 26 listopada 1405 w Londynie w obecności króla Henryka. Małżonkowie nie mieli razem dzieci.
Politycznie hrabia Arundel związał się z przyrodnimi braćmi króla, Beaufortami. Kiedy Thomas Beaufort, 1. książę Exeter, został w 1410 r. Lordem Kanclerzem, Arundel stał się jedną z najważniejszych postaci w radzie królewskiej. Mniej więcej w tym czasie został kawalerem Orderu Podwiązki i lordem strażnikiem Pięciu Portów. W 1412 r. musiał tymczasowo opuścić dwór na skutek konfliktu Henryka IV z Beaufortami, ale po śmierci króla i intronizacji jego następcy, Henryka V, Arundel wrócił na dwór i otrzymał urząd Lorda Wielkiego Skarbnika.
Arundel brał udział w wyprawie Henryka V do Francji w 1415 r. Brał udział w oblężeniu Harfleur. Podczas oblężenia ciężko zachorował i powrócił do Anglii. Nigdy nie wyzdrowiał i zmarł 13 października 1415 r. Nie pozostawił po sobie dziedzica. Jego tytuły przejął jego kuzyn John FitzAlan. Otrzymał on również zamek Arundel. Pozostałe włości hrabiego podzielono między jego siostry.